# Cheminot
Cheminot és un municipi francès, situat al departament del Mosel·la i a la regió del Gran Est. L'any 2007 tenia 625 habitants.

## Demografia

### Població
El 2007 la població de fet de Cheminot era de 625 persones. Hi havia 212 famílies, de les quals 32 eren unipersonals (24 homes vivint sols i 8 dones vivint soles), 48 parelles sense fills, 92 parelles amb fills i 40 famílies monoparentals amb fills.
La població ha evolucionat segons el següent gràfic:
Habitants censats

### Habitatges
El 2007 hi havia 228 habitatges, 216 eren l'habitatge principal de la família, 2 eren segones residències i 10 estaven desocupats. 207 eren cases i 19 eren apartaments. Dels 216 habitatges principals, 182 estaven ocupats pels seus propietaris, 30 estaven llogats i ocupats pels llogaters i 4 estaven cedits a títol gratuït; 1 tenia dues cambres, 12 en tenien tres, 54 en tenien quatre i 149 en tenien cinc o més. 189 habitatges disposaven pel capbaix d'una plaça de pàrquing. A 84 habitatges hi havia un automòbil i a 122 n'hi havia dos o més.

### Piràmide de població
La piràmide de població per edats i sexe el 2009 era:
| Homes | Edats   | Dones |
| ----- | ------- | ----- |
| 0     | 95 o +  | 0     |
| 0     | 90 a 94 | 0     |
| 4     | 85 a 89 | 4     |
| 4     | 80 a 84 | 0     |
| 0     | 75 a 79 | 4     |
| 16    | 70 a 74 | 8     |
| 8     | 65 a 69 | 20    |
| 12    | 60 a 64 | 4     |
| 12    | 55 a 59 | 8     |
| 32    | 50 a 54 | 20    |
| 20    | 45 a 49 | 20    |
| 16    | 40 a 44 | 16    |
| 20    | 35 a 39 | 40    |
| 24    | 30 a 34 | 20    |
| 8     | 25 a 29 | 0     |
| 8     | 20 a 24 | 20    |
| 20    | 15 a 19 | 20    |
| 16    | 10 a 14 | 24    |
| 4     | 5 a 9   | 40    |
| 20    | 0 a 4   | 8     |

## Economia
El 2007 la població en edat de treballar era de 412 persones, 311 eren actives i 101 eren inactives. De les 311 persones actives 292 estaven ocupades (156 homes i 136 dones) i 19 estaven aturades (7 homes i 12 dones). De les 101 persones inactives 33 estaven jubilades, 34 estaven estudiant i 34 estaven classificades com a «altres inactius».

### Ingressos
El 2009 a Cheminot hi havia 227 unitats fiscals que integraven 651 persones, la mediana anual d'ingressos fiscals per persona era de 19.203 €.

### Activitats econòmiques
Dels 25 establiments que hi havia el 2007, 1 era d'una empresa extractiva, 1 d'una empresa de fabricació de material elèctric, 7 d'empreses de construcció, 9 d'empreses de comerç i reparació d'automòbils, 1 d'una empresa d'hostatgeria i restauració, 3 d'empreses de serveis, 2 d'entitats de l'administració pública i 1 d'una empresa classificada com a «altres activitats de serveis».
Dels 9 establiments de servei als particulars que hi havia el 2009, 4 eren tallers de reparació d'automòbils i de material agrícola, 1 paleta, 1 fusteria, 1 lampisteria, 1 empresa de construcció i 1 saló de bellesa.
L'any 2000 a Cheminot hi havia 16 explotacions agrícoles que ocupaven un total de 860 hectàrees.

## Equipaments sanitaris i escolars
El 2009 hi havia una escola elemental.

## Poblacions més properes
El següent diagrama mostra les poblacions més properes.